# Керзон, Роберт
Роберт Керзон (Robert Curzon, его фамилию также пишут как de Cursone, de Cursim, Curçon, Courçon, Cursus, Corceon, Corzon, Corson, Courson, Cursonus) — католический церковный деятель XII века. На консистории 1212 года был провозглашен кардиналом-священником с титулом церкви Санто-Стефано-аль-Монте-Челио. Участвовал в выборах папы 1216 года (Гонорий III).